# David L. Lambert
David L. Lambert (* 1939) ist ein britisch-amerikanischer Astronom, der sich mit Sternatmosphären, der chemischen Zusammensetzung von Sternen und der chemischen Entwicklung des Universums befasst.
Lambert wuchs in England auf. Er studierte an der University of Oxford und wurde 1965 promoviert. 1967 ging er in die USA und arbeitete zunächst am California Institute of Technology, seit 1969 an der University of Texas at Austin, wo er 1974 Professor wurde. Von 2003 bis 2014 war er Direktor des McDonald-Observatoriums der University of Texas.
David L. Lambert ist Mitglied der Internationalen Astronomischen Union.

## Auszeichnungen
- 1987: Dannie-Heineman-Preis für Astrophysik
- 2007: Henry Norris Russell Lectureship